# Нік Демпсі
Нік Демпсі  (англ. Nick Dempsey, 13 серпня 1980) — британський яхтсмен, олімпійський медаліст.

## Виступи на Олімпіадах
| Олімпіада   | Дисципліна  | Місце |
| ----------- | ----------- | ----- |
| Сідней 2000 | віндсерфинг | 16    |
| Афіни 2004  | віндсерфинг | 3     |
| Пекін 2008  | віндсерфинг | 4     |
| Лондон 2012 | віндсерфинг | 2     |